# Swordquest: Fireworld
Swordquest: Fireworld è il secondo videogioco d'avventura della serie di Swordquest, pubblicato nel febbraio del 1983 per Atari 2600 dalla Atari, Inc. La sua struttura è basata sul Sephirot, ovvero l'albero della vita della religione ebraica.

## Trama
La trama è tratta dal fumetto allegato al videogioco, che ha poco a che vedere con quanto succede nel gioco stesso. Dopo che nel capitolo precedente (Swordquest: Earthworld) i gemelli Tarra e Torr hanno sconfitto molti nemici a Earthworld, la spada crea una spaccatura sul muro, un passaggio per Fireworld. I due si dividono e Torr, con l'aiuto del talismano, invoca lo spirito Mentor, il quale lo guida verso il Calice della luce, mentre a Tarra appare analogamente Mentarra. I gemelli affrontano separatamente le insidie di questo mondo infuocato, ma riescono entrambi a dotarsi di un'armatura scintillante, e infine si riuniscono. Quando riescono a trovare il Calice della luce e dissetarsi, questo aumenta di dimensioni fino a contenerli, fungendo da portale acquatico per Waterworld.

## Modalità di gioco
Il gioco consiste nel muovere un personaggio ed esplorare un insieme di 10 stanze rettangolari che possono avere uscite sui quattro lati. Rispetto al primo Earthworld le stanze hanno anche ostacoli al centro e disposizioni più irregolari delle uscite. Ogni stanza è mostrata in pianta, ma nel passaggio dall'una all'altra si vede una breve animazione 3D del corridoio. In ogni stanza è possibile raccogliere o lasciare degli oggetti, trasportabili fino a un massimo di 6 alla volta, utili in vari modi ad affrontare l'avventura.
Per avere accesso agli oggetti di ciascuna stanza si deve superare uno tra sei possibili sottogiochi di pura azione. I sottogiochi si avviano volontariamente premendo il pulsante e possono consistere, a seconda del gioco, nello schivare, raccogliere o sparare a sciami di creature o coltelli animati che scendono dall'alto; oppure può essere uno sparatutto multidirezionale in una fossa di serpenti di forma irregolare.

## Competizione
Procedendo con successo nel gioco si può avere accesso a coppie di numeri. Questi corrispondono a una pagina e a una vignetta sul fumetto cartaceo allegato al videogioco, in cui un osservatore attento può trovare delle parole nascoste nell'immagine. 
In questa occasione molte persone riuscirono a trovare tutti gli indizi, tuttavia la Atari già per il precedente concorso aveva stabilito come regola che i partecipanti alla finale fossero massimo 50; nel primo concorso questa regola non fu applicata in quanto solo 8 persone arrivarono alla finale, ma per Fireworld si rese necessario adoperare un'altra selezione in tempi brevi. Fu quindi richiesto a tutti coloro che avevano ottenuto il diritto di partecipare di rispondere a delle domande relative al gioco, e di scrivere cosa gli era piaciuto particolarmente; valutando le loro risposte i responsabili scelsero i 50 finalisti. La vittoria finale andò a Michael Rideout, ventiduenne di Aiken, che si portò a casa il Calice della luce.